# Николаев, Евгений Анатольевич
 Евгений Анатольевич Николаев  (род. 14 сентября 1965, Южноуральск, Челябинской области) — украинский волейбольный тренер.

## Биография
Евгений Николаев родился 14 сентября 1965 года в Южноуральске Челябинской области. В Южный переехал в 1978 году вместе с родителями. Увлекался футболом и гандболом. В 1978 году мог оказаться в футбольном клубе «Кайрат» (Алма-Ата). Волейболом занялся уже в Южном под руководством тренера Николая Степановича Муравского.
В 1987 году закончил факультет физического воспитания Одесского государственного педагогического института имени К. Д. Ушинского. Занимался у знаменитого одесского тренера Евгения Горбачёва.
В середине 90-х собрал в Южном волейбольную команду девочек 1986 года рождения, которая в перспективе должна была представлять Южный на национальном уровне. В 1998 году спортклуб «Южный» вместе с воспитанницами СДЮСШОР № 2 Одессы (тренер Елена Ефимова) заявился в первую лигу.
В 2001 году команда «Химик-СДЮСШОР-2», в которую вошли подопечные Николаева и воспитанницы одесского тренера Валерия Начинова, и в первый же год выступлений команда завоевала бронзовые медали турнира. Следующие два сезона в состав «Химика» также входили воспитанницы одесской СДЮСШОР№ 2. В 2004 году Евгений Николаев возглавил «Химик». Команда, укомплектованная в основном воспитнницами южненского волейбола, победила в первой лиге сезона-2004/05 и завоевала путевку в высшую лигу. В 2009 году привел «Химик» к победе в высшей лиге, что принесло команде путевку в Суперлигу. 
Уже в своем втором сезоне в Суперлиге «Химик» под его руководством стал чемпионом страны и финалистом Кубка Украины. С той поры не проигрывал чемпионсто 9 сезонов подряд в качестве главного и старшего тренера, директора клуба. 
В феврале 2019 года вновь возглавил «Химик» в качестве главного тренера. Первым в истории Украины квалифицировался в Групповой этап сильнейшего европейского соревнования - Лиги Чемпионов - без единого иностранного игрока, исключительно с украинскими волейболистками.
Директор волейбольного клуба "Химик" с 2012 по настоящее время.

## Достижения

### Тренер
- 9-кратный Чемпион Украины — главный тренер: 2011, 2012, 2019; старший тренер: 2016, 2017, 2018 г.г.
- Серебряный призёр Чемпионата Украины 2021, 2022 годы - главный тренер.
- Победитель чемпионата Украины среди команд высшей лиги — 2009 г.
- Победитель чемпионата Украины среди команд первой лиги — 2003, 2005 г.г.
- Обладатель Кубка Украины — главный тренер: 2019, 2020;  старший тренер: 2017, 2018 г.г..
- Финалист Кубка Украины — 2011, 2012, 2021, 2022 г.г.
- Обладатель Суперкубка Украины — главный тренер: 2019, 2020 г.г.; старший тренер: 2017, 2018 г.г.
- Участник Лиги Чемпионов (групповой этап) - главный тренер сезона 2019/2020.
- Участник Кубка ЕКВ — главный тренер: сезон 2011/12.
- Участник Кубка вызова — главный тренер: сезоны 2010/11, 2011/12.
- второе место Всемирной Универсиады 2015 г., Южная Корея - старший тренер.